# Dream Soldier
Dream Soldier è il quarto album della cantante britannica Des'ree. L'album è stato pubblicato nel 2003.

## Tracce
1. It's Okay - (Des'ree, Karlos Edwards)
2. Why? - (Des'ree, Prince Sampson)
3. Righteous Night - (Des'ree, Prince Sampson)
4. Doesn't Matter - (Des'ree, Michael Graves)
5. Human - (Des'ree, Kevin Bacon, Jonathan Quarmby)
6. Cool Morning - (Des'ree, Prince Sampson)
7. Something Special - (Des'ree, Prince Sampson)
8. Love Beautiful - (Des'ree, Michael Graves)
9. Nothing to Lose - (Des'ree, Dave Mundy)
10. Fate - (Des'ree, Prince Sampson, Tim Atak)
11. It's Okay (Stargate Radio Edit) - (Des'ree, Karlos Edwards)

## Classifiche
| Classifica (2003) | Posizione raggiunta |
| ----------------- | ------------------- |
| Svizzera          | 77                  |